# محمود صبح
محمود صبح (1898 - 25 أبريل 1941) هو عازف وموسيقي مصري، أجاد العزف على العود والناي والبيانو. 

## حياته ونشأته
ولد سنة 1898 بالقاهرة وتوفي في 25 أبريل 1941 والده محمد صبح تاجر الخشب المعروف بمصر، وجده لأمه هو الشيخ الزرقاني أحد علماء الأزهر الشريف.
ولد في أحد أيام سنة 1898 على أن بعض المصادر تذهب بهذا التاريخ خطوة إلى الأمام أو إلى الخلف والذي اعتمدناه هو ما ذكره نجله محمد محمود صبح، وقد ولد بحوش الشرقاوي بالقاهرة لأسرة دينية، وقد فقد بصره في الرابعة من عمره إلا من ضوء خافت راح هو الآخر نتيجة عملية فاشلة في عينيه في سن الشباب، وقد عكف على قراءة القرآن الكريم حتى حفظه وهو دون العاشرة.

## بدايته الفنية
بدأت مواهبه الفنية تظهر عندما كان يجمع الصبيان ليؤلف منهم مجموعة لإنشاد الأغاني الشعبية والدينية، وفي بيوت أسرة الدري والفلكي سمع آلة البيانو فعشقها وتدرب عليها كما تدرب على آلة العود.

## وفاته
توفي محمود صبح يوم الجمعة 25 أبريل 1941 ليفقد عالم الفن والموسيقى علامة بارزة في تاريخه.

## تراثه الفني
| اسم الموشح                | من مقام     | كلمات                 |
| ------------------------- | ----------- | --------------------- |
| معرفة الحق جل وعلا        | نوا أثر     | العقيد حسن حسني محمود |
| يا نديم الروح             | نهاوند      | الشاعر أحمد رامي      |
| لاح بدر التم              | حجاز كار    |                       |
| غنت لطلعته البلابل        | عجم عشيران  |                       |
| أسكر الأغصان              | حجاز كاركرد | الشاعر إبراهيم الدباغ |
| اللحظ قد أرسل             | سوزدلارا    |                       |
| رب قلب من غرام            |             | محمد غالب المهندس     |
| زينة الدنيا الحبيب        | زويل        | مجد الدين حفني ناصف   |
| شوق إلى الحق تعالى        | رمل         | العقيد حسن حسني محمود |
| يا ظبي خذ قلبي وطن        | محير        |                       |
| فاتن خمري                 | سلطاني عراق | الدكتور فؤاد نويرة    |
| يا أهيل الحي              |             | الأستاذ أحمد رامي     |
| اسقياني من رحيق الحب شهدا |             |                       |
| انعش الروح                |             | فؤاد نويرة            |
| طائر الأيكة               |             | عبد المغني بسيم شكري  |